# Adam et Ève (Cranach, Londres)
Pour les articles homonymes, voir Adam et Ève.
Adam et Ève est un tableau réalisé par le peintre allemand Lucas Cranach l'Ancien en 1526. Exécutée à l'huile sur un panneau de format vertical, cette peinture chrétienne illustre la Chute, un épisode-clé du Livre de la Genèse, dans l'Ancien Testament.
Accrochée à l'une des branches de l'arbre de la Connaissance, où s'enroule le Serpent maléfique qui l'a corrompue, Ève y figure donnant le fruit défendu à Adam, qui est aussi nu qu'elle, seuls leurs sexes étant cachés à notre vue par les feuilles d'une vigne. Ils sont entourés par de nombreux animaux : des cervidés, des perdrix, une cigogne, un héron, un mouton, un lion, un sanglier et un cheval.
Le commanditaire de l'œuvre est inconnu. Léguée en 1947 par Arthur Lee, elle est conservée à l'Institut Courtauld, à Londres, au Royaume-Uni. Il s'agit de l'une des nombreuses représentations du péché originel par l'artiste, qui vers 1508-1510 créait déjà le diptyque Adam et Ève de Besançon, en France. 

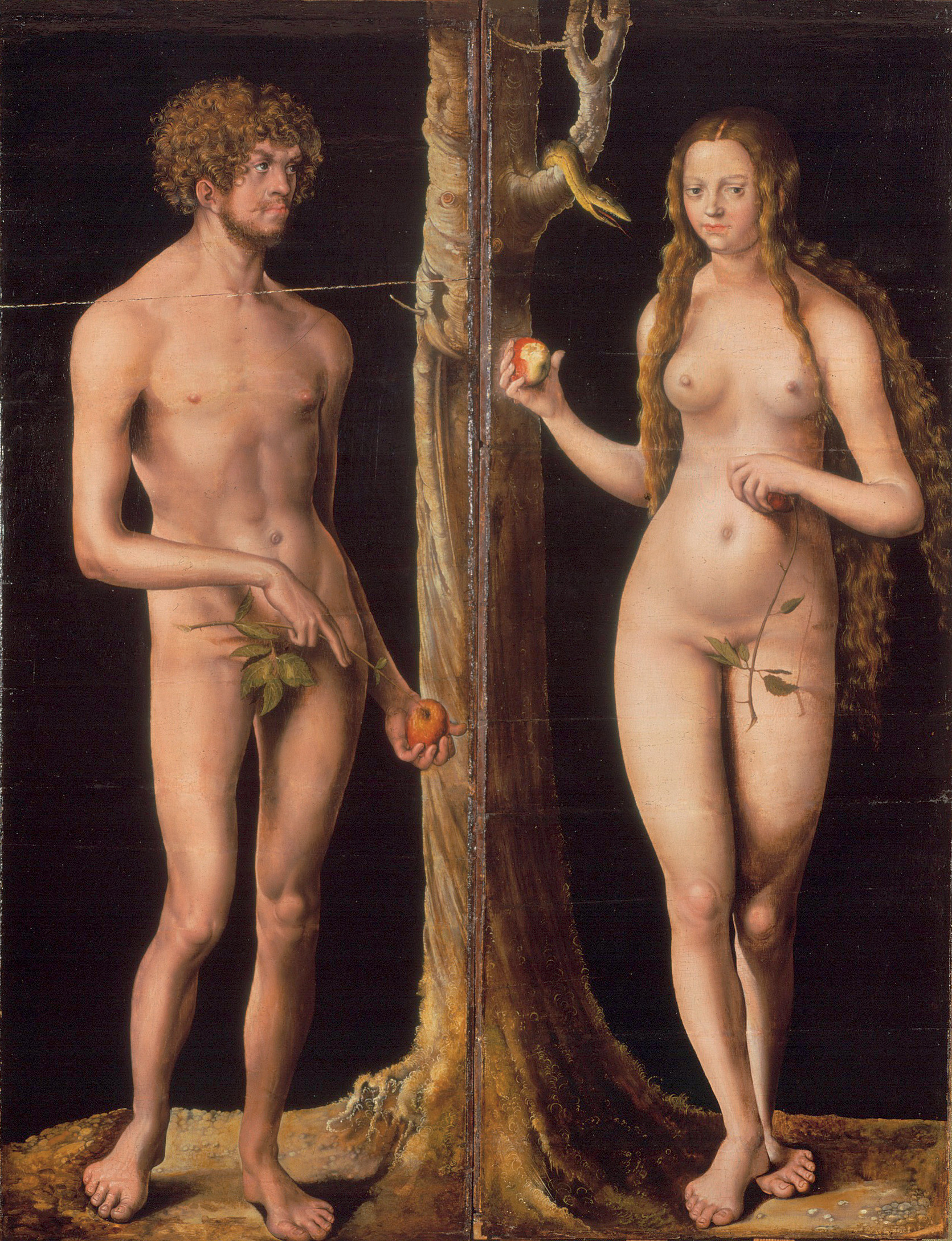
Adam et Ève, vers 1508-1510 – Musée des Beaux-Arts et d'Archéologie de Besançon, Besançon.
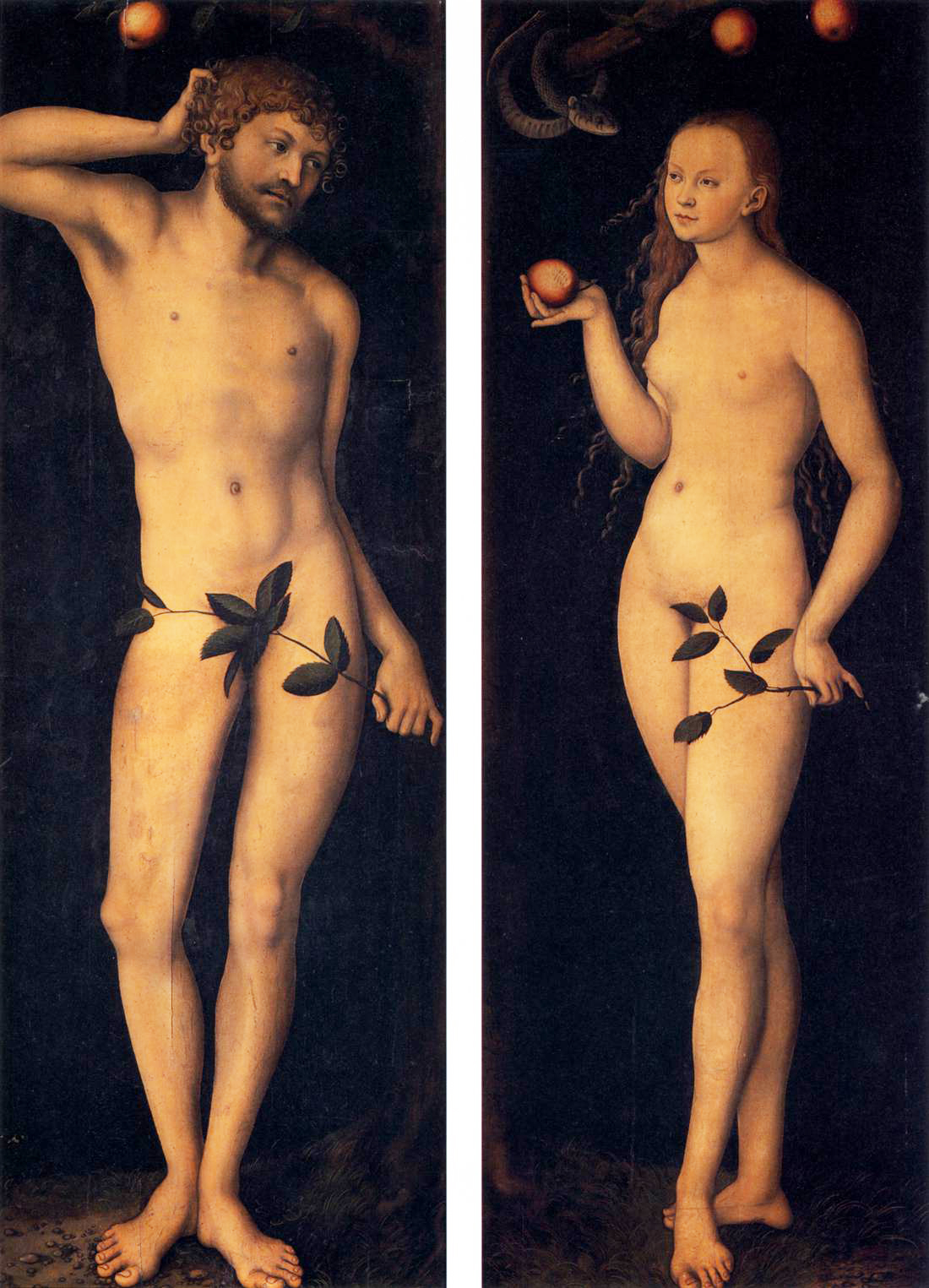
Adam et Ève, 1528 – Galerie des Offices, Florence.
Adam et Ève, vers 1538 – Galerie nationale de Prague, Prague.